# Uciechów (województwo wielkopolskie)
Uciechów – wieś w Polsce położona w województwie wielkopolskim, w powiecie ostrowskim, w gminie Odolanów, nad Kurochem i Zimną Wodą, ok. 6 km od Odolanowa i Sulmierzyc, ok. 19 km na południowy–zachód od Ostrowa Wielkopolskiego.
Miejscowość położona jest na pograniczu Wielkopolski i Dolnego Śląska.

## Podział administracyjny
| SIMC    | Nazwa  | Rodzaj      |
| ------- | ------ | ----------- |
| 0205200 | Lipiny | osada leśna |

Wieś królewska należała do starostwa odolanowskiego, pod koniec XVI wieku leżała w powiecie kaliskim województwa kaliskiego.
Przed 1932 rokiem miejscowość położona była w powiecie odolanowskim. W latach 1975–1998 w województwie kaliskim, w latach 1932–1975 i od 1999 roku w powiecie ostrowskim.

## Historia
Znany od 1435 roku jako Uciechowo, Ucziechow. 
Na początku XVI wieku wieś składała daniny do probostwa w Zdunach. W 1579 roku właścicielem Uciechowa był podstarości odolanowski Feliks Kurowski.
Według Słownika geograficznego Królestwa Polskiego z 1892 roku Uciechów tworzył okręg wiejski i liczył 924 mieszkańców.
Od 1928 roku funkcjonuje Ochotnicza Straż Pożarna (OSP Uciechów).
W okresie międzywojennym w miejscowości stacjonowała placówka Straży Granicznej I linii „Uciechów”.
Parafia pw. Podwyższenia Krzyża świętego w Uciechowie istnieje od 1997 roku.

## Edukacja
- Szkoła Podstawowa w Uciechowie.